# На чисто
„На чисто“ е български игрален филм (драма) от 1974 година на режисьора Леон Даниел, по сценарий на Веселин Панайотов. Оператор е Ивайло Тренчев. Музиката във филма е композирана от Кирил Дончев.
Филмът е заснет в град Русе.

## Актьорски състав
- Петя Вангелова – Петка
- Ива Иванова – Магда
- Георги Новаков – Димитър Симов
- Рашко Младенов – Иван, по-големият брат на Димитър
- Владимир Парушев – Трифон, по-малкият брат на Димитър
- Ицхак Финци – служебен защитник Гюрков
- Петър Слабаков – бай Христо, бащата на Петка
- Иван Андонов – следовател Шлосев
- Филип Трифонов – Чурека, приятел на Димитър
- Георги Русев – приятел на Димитър
- Вълчо Камарашев – приятел на Димитър
- Антон Карастоянов – приятел на Димитър
- Румяна Първанова – русата мацка
- Мимоза Базова
- Ася Ковачева
- Анани Явашев – съдебен писар
- Георги Стоянов – съдията
- Иван Томов – милиционерът в съда
- Иван Григоров – скандалджията в ресторанта
- Стоян Сърданов
- Красимир Обретенов
- Величко Стоянов
- Кирил Делев
- Добри Добрев
- Александър Вазов
- Иван Дервишев
- Васил Антов
- Александър Бечев
- Рихард Езра

Няма го в титрите:
- Минко Минков – първи сеирджия

и др.